# José Mota (football)
Pour les articles homonymes, voir Mota et José Mota.
José Albano Ferreira da Mota, plus communément appelé José Mota, né le 25 février 1964, à Paredes (Portugal), est un footballeur portugais, reconverti entraîneur. Il est l’actuel entraîneur du AVS Futebol SAD  au Portugal.

## Biographie
José Mota joue principalement en faveur du Paços de Ferreira.
Il dispute 66 matchs en 1re division avec ce club.
Par la suite, il devient entraîneur.
Les équipes qu'il dirige évoluent généralement en Liga Sagres (première division).

## Palmarès d'entraîneur
CD Aves
- Coupe du Portugal en 2018